# SJ Dm2
De Dm (2) is een tweedelige elektrische locomotief bestemd voor het goederenvervoer van de Statens Järnvägar (SJ). Deze locomotieven worden sinds 1990 door de Malmtrafikk (MTAB) / (MTAS) gebruikt voor het vervoer van ijzererts.

## Geschiedenis
De locomotieven werden ontwikkeld en gebouwd door Nydqvist & Holm AB (NOHAB), gebouwd door Motala Verksta AB (MV), gebouwd door Vagn Maskinfabriken Falun (VM) en de elektrische installatie gebouwd door Allmänna Svenska Elektriska Aktiebolaget (ASEA).

## Constructie en techniek
De locomotief is opgebouwd uit een stalen frame. De aandrijving vindt plaats met stangen tussen de elektrische motor en de wielen. De locomotief heeft één stuurstand. Deze locomotief kan alleen functioneren met een andere locomotief met stuurstand in de andere richting.

### Nummers
De locomotieven werden door de SJ als volgt genummerd:
- eerste serie:
  - 834 - 845
  - 942 - 957
  - 968 - 976
  - 978 - 979
  - 981 - 982
  - 984 - 985

- tweede serie:
  - 1201 -1230
  - 1246
  - 1248
  - 1249 - 1250

Een aantal van deze locomotieven kregen een tussen locomotief en werden ingedeeld als Dm 3.

## Treindiensten
De locomotieven werden tot 2003 door de Statens Järnvägar (SJ) ingezet voor het goederenvervoer. De locomotieven worden of werden sinds 2003 door de Malmtrafikk (MTAB) / (MTAS) ingezet voor het vervoer van ijzererts van Kiruna en Gällivare/Malmberget over de spoorlijn naar de havens in Narvik in Noorwegen en Luleå en de hoogoven in Luleå.